# Ciclismo nos Jogos Pan-Americanos de 2019 - Velocidade por equipes masculino
A competição de velocidade por equipes masculino foi um dos eventos do ciclismo nos Jogos Pan-Americanos de 2019, em Lima. Foi disputada no Velódromo de la Villa Deportiva Nacional no dia 1 de agosto.

## Calendário
Horário local (UTC-5).
| Data        | Horário | Fase         |
| ----------- | ------- | ------------ |
| 1 de agosto | 12:41   | Qualificação |
| 1 de agosto | 18:24   | Final        |

## Medalhistas
| Ouro   | COL Rubén Murillo Kevin Quintero Santiago Morales |
| Prata  | MEX Juan Carlos Terán Manuel Landa Edgar Osuna    |
| Bronze | PER Francis Cachique Robinson Ruiz Ruben Salinas  |

## Recordes
Recordes mundial e pan-americano antes da disputa dos Jogos Pan-Americanos de 2019.
| Tipo                             | Atleta    | Tempo  | Local          | Data                  |
| -------------------------------- | --------- | ------ | -------------- | --------------------- |
|                                  | Alemanha  | 41.871 | Aguascalientes | 5 de dezembro de 2013 |
| Recorde dos Jogos Pan-Americanos | Venezuela | 43.188 | Guadalajara    | 17 de outubro de 2011 |

## Resultados

### Qualificação
| Colocação | Nacionalidade         | Ciclista                                          | Tempo  | Notas |
| --------- | --------------------- | ------------------------------------------------- | ------ | ----- |
| 1         | TTO Trinidad e Tobago | Keron Bramble Nicholas Paul Njisane Phillip       | 44.260 | Q [b] |
| 2         | COL Colômbia          | Rubén Murillo Kevin Quintero Santiago Morales     | 45.046 | Q     |
| 3         | BRA Brasil            | Flavio Cipriano Kacio Fonseca João Vitor da Silva | 45.279 | Q [a] |
| 4         | MEX México            | Juan Carlos Terán Manuel Landa Edgar Osuna        | 45.831 | Q     |
| 5         | PER Peru              | Francis Cachique Robinson Ruiz Ruben Salinas      | 49.939 |       |
| 6         | VEN Venezuela         | Hersony Canelón Cesar Sánchez Clever Moros        | DNS    |       |

### Final

#### Disputa pelo bronze
| Colocação         | Nacionalidade | Ciclista                                          | Tempo | Notas |
| ----------------- | ------------- | ------------------------------------------------- | ----- | ----- |
| Medalha de bronze | BRA Brasil    | Flavio Cipriano Kacio Fonseca João Vitor da Silva |       | [a]   |
| 4                 | MEX México    | Juan Carlos Terán Manuel Landa Edgar Osuna        | DSQ   |       |

#### Disputa pelo ouro
| Colocação        | Nacionalidade         | Ciclista                                      | Tempo  | Notas |
| ---------------- | --------------------- | --------------------------------------------- | ------ | ----- |
| Medalha de ouro  | TTO Trinidad e Tobago | Keron Bramble Nicholas Paul Njisane Phillip   | 43.972 | [b]   |
| Medalha de prata | COL Colômbia          | Rubén Murillo Kevin Quintero Santiago Morales | 44.584 |       |

- a  Kacio Fonseca, do Brasil, foi desclassificado por violação de doping. [3]

- b  Njisane Phillip, de Trinidad e Tobago, foi desclassificado por violação de doping. [4]

Legenda
| Recorde mundial                  | Recorde mundial (World record)               |                       | Recorde africano                      | Recorde africano (African) |                                           | Q | Classificado por posição (Qualified) |
| Recorde dos Jogos Pan-Americanos | Recorde pan-americano (Pan-American record)  | Recorde da América    | Recorde da América (Americas)         | q                          | Classificado por melhor tempo (Qualified) |   |                                      |
| Melhor marca do ano              | Melhor marca do ano (World leading)          | Recorde asiático      | Recorde asiático (Asian)              | DNS                        | Não largou (Did not start)                |   |                                      |
| Recorde nacional                 | Recorde nacional (National record)           | Recorde europeu       | Recorde europeu (European)            | DNF                        | Não terminou (Did not finish)             |   |                                      |
| Recorde pessoal                  | Recorde pessoal do atleta (Personal best)    | Recorde da Oceania    | Recorde da Oceania (Oceania)          | DSQ / DQ                   | Desclassificado (Disqualified)            |   |                                      |
| Recorde da temporada             | Recorde da temporada do atleta (Season best) | Recorde sul-americano | Recorde sul-americano (South America) | NM                         | Sem marca (No mark)                       |   |                                      |